# 봉개동
봉개동(奉蓋洞)은 제주특별자치도 제주시의 행정동이다. 법정동 봉개동, 회천동, 용강동을 관할한다. 면적은 47.34km2로이며,  인구는 외국인을 제외하고 2010년 12월 31일을 기준으로 1,195세대 3,053명에 이른다.

## 역사
봉개동과 아라동 사이에 위치한 이 마을은 보통 ‘웃무드내’라고 부르는 마을로서 상무등천리(上無等川里), 상무등천촌(上無等川村) 등으로 표기해오다가, 1904년 조선 고종 광무 8년 삼군호구가간총책(三郡戶口家間摠冊)에 "용강(龍崗)"이라 하여 기록하고 있다.
현재의 이름이 봉개동인 된 것은 1962년 1월 동제(洞制) 실시에 따라 개명되었다.
2006년 7월 1일에는 제주특별자치도가 출범함에 따라 제주시 봉개동이 되었다.

## 지리
봉개동은 봉개본동과 명도암으로 이루어져 있다. 봉개동은 대기고등학교와 봉개초등학교 및 주택가가 밀집되어 봉개동 인구의 대부분이 밀집된 곳이며, 명도암은 명도암 유스호스텔 및 명도암 관광목장 등이 위치한 곳으로 주요 관광지라고도 할 수 있다. 명도암은 《제주삼현도》, 《제주삼읍도총지도》, 제주삼읍전도에 표기되어 있는데, 이는 김진용의 호인 '명도암'을 따서 붙인 이름이다. 또한 명도암은 대부분의 토지가 목초지로 조성되어있을뿐아니라 가을에는 억새꽃이 만발하여 제주의 자연을 만끽할 수 있는 곳이기도 하다.
봉개동은 제주절물휴양림이 위치하고 있고, 이곳에는 각종 체육시설 및 캠프장, 어린이 놀이터, 삼나무 산책로, 절물연못 등이 설치되어 있어 여름철 가족 또는 연인, 모임 장소로 많은 사람이 찾는 곳이기도 하다. 또한 제주벚나무 자생지가 있어 천연기념물 제159호로 지정 보호되고 있다.

## 법정동
- 봉개동(峰蓋洞)
- 회천동(回泉洞)
- 용강동(龍崗洞)

## 관광
- 명도암관광단지
- 제주절물휴양림
- 봉개동 제주벚나무 자생지
- 제주 4.3 평화공원